# دولاب الدنيا (مسلسل)
دولاب الدنيا هو مسلسل كوميدي عراقي، من تأليف مشعل عذاب وإخراج جمال عبد جاسم. عرض في عام 2015.

## الممثلون
- إياد راضي[2]
- ماجد ياسين
- قاسم السيد[2]
- إحسان دعدوش[2]
- محمد حسين عبد الرحيم[2]
- إنعام الربيعي
- زهور علاء
- سمر محمد[2]
- ميلاد سري
- ذو الفقار خضر
- دزدمونة
- صفاء صالح
- نسمة
- عدي عبد الستار
- شاهندة
- نزار علوان[2]

رجل بسيط من أهل المحلة يبيع الفلافل ويعطي نصائح للشباب الذين يترددون إليه.
- حياة الشواك
- مناف طالب
- أسيل عادل
- ماجد أبو زهرة
- ماجد جبار
- عباس الشواك
- ساهرة عويد
- أسعد عامر
- كريم خليل
- عماد حسن
- سعد ابراهيم
- أحمد حكمت
- علي الكرخي